# Dia Frampton
Dia Frampton, née le 2 octobre 1987 , est une chanteuse américaine . Elle était la chanteuse du groupe Meg & Dia (en). Elle a également participé à la saison 1 de la version américaine de The Voice. Son coach était Blake Shelton.

## Discographie

### Albums
| Titre    | Album details                                                                       | Meilleurs positions | Meilleurs positions |
| Titre    | Album details                                                                       | US                  | Top Heatseekers     |
| -------- | ----------------------------------------------------------------------------------- | ------------------- | ------------------- |
| Red (en) | - Sortie : 6 décembre 2011 - Label: Universal Republic - Format: CD, téléchargement | 106                 | 1                   |

### Singles
| Année | Single                                        | Meilleurs positions | Meilleurs positions | Album                           |
| Année | Single                                        | US                  | CAN                 | Album                           |
| ----- | --------------------------------------------- | ------------------- | ------------------- | ------------------------------- |
| 2011  | "Heartless"                                   | 57                  | 10                  | Non-album releases by The Voice |
| 2011  | "Losing My Religion"                          | 54                  | 10                  | Non-album releases by The Voice |
| 2011  | "Inventing Shadows"                           | 20                  | 4                   | Non-album releases by The Voice |
| 2011  | "I Won't Back Down (en)" (avec Blake Shelton) | 57                  | 67                  | Non-album releases by The Voice |
| 2011  | "The Broken Ones"                             | —                   | —                   | Red (en)                        |

### Featured Artist
| Année | Titre de chanson      | Détails                                      |
| ----- | --------------------- | -------------------------------------------- |
| 2009  | "Where Are You Now?"  | The Summer Set - Love Like This (en)         |
| 2013  | "Heart on the Floor"  | The Summer Set - Legendary (en)              |
| 2013  | "Under the Mistletoe" | Never Shout Never - The Xmas EP              |
| 2014  | "Over It"             | The Crystal Method - The Crystal Method (en) |
| 2014  | "Stay"                | tyDi (en) - Single                           |
| 2014  | "We Are Giants"       | Lindsey Stirling - Shatter Me                |
| 2014  | "Sarajevo"            | Watsky - All You Can Do (en)                 |
| 2014  | "Afterglow"           | Air Dubai (en) - Be Calm                     |
| 2014  | "Braver"              | SILAS                                        |

### Auteure-compositrice
| Année | Titre                              | Artiste            | Titre de chanson |
| ----- | ---------------------------------- | ------------------ | ---------------- |
| 2006  | Something Real                     | Meg & Dia (en)     | Album            |
| 2009  | Here, Here and Here                | Meg & Dia (en)     | Album            |
| 2011  | Cocoon                             | Meg & Dia (en)     | Album            |
| 2011  | Red                                | Dia Frampton       | Album            |
| 2013  | "Under the Mistletoe"              | Never Shout Never  | Chanson          |
| 2014  | "Over It"                          | The Crystal Method | Chanson          |
| 2014  | "Stay"                             | tyDi (en)          | Chanson          |
| 2014  | "Afterglow" feat. Dia Frampton     | Air Dubai (en)     | Chanson          |
| 2014  | "Shatter Me" feat. Lzzy Hale       | Lindsey Stirling   | Chanson          |
| 2014  | “We Are Giants" feat. Dia Frampton | Lindsey Stirling   | Chanson          |
| 2015  | ARCHIS EP                          | ARCHIS             | EP               |
| 2015  | "Holes In The Sky"                 | M83 featuring Haim | Chanson          |

## Vidéographie

### Clips vidéo
| Année | Titre                                | Directeur          |
| ----- | ------------------------------------ | ------------------ |
| 2011  | "The Broken Ones"                    | David McClister    |
| 2013  | "Over It" (avec The Crystal Method)  | Zak Stoltz         |
| 2013  | "Stubborn Love" (avec The Lumineers) | Issac Ravishankara |